# ロッカ・ダラッツォ
ロッカ・ダラッツォ（伊: Rocca d'Arazzo）は、イタリア共和国ピエモンテ州アスティ県にある、人口約900人の基礎自治体（コムーネ）。

## 地理

### 位置・広がり

#### 隣接コムーネ
隣接するコムーネは以下の通り。
- アスティ
- アッツァーノ・ダスティ
- カステッロ・ディ・アンノーネ
- モンベルチェッリ
- モンタルド・スカランピ
- モンテグロッソ・ダスティ
- ロッケッタ・ターナロ
- ヴィリアーノ・ダスティ

#### 地震分類
イタリアの地震リスク階級 (it) では、4 に分類される
。

## 行政

### 分離集落
ロッカ・ダラッツォには、以下の分離集落（フラツィオーネ）がある。
- San Carlo, Santa Caterina, Sant'Anna